# Orion Outerbridge
Orion Arthur Outerbridge (nacido el 25 de septiembre de 1988 en Boston, Massachusetts) es un jugador de baloncesto estadounidense que actualmente pertenece a la plantilla del Oberwart Gunners de la ÖBL austriaca. Con 2,06 metros de altura juega en la posición de Ala-Pívot.

## High School
Se formó en el Beaver Country Day School, situado en Chestnut Hill, Massachusetts (2003-2005), en el John C. Fremont Senior High School, situado en Los Ángeles, California (2005-2006), y en el New Hampton School, situado en New Hampton, Nuevo Hampshire, donde estuvo sus dos últimos años (2006-2008) y fue entrenado por Peter Hutchins.
En su año junior (2006-2007), promedió 10 puntos, 5 rebotes y 3 tapones, ayudando a New Hampton School a acabar con un récord de 17-12. Fue nombrado en el cuadro de honor de la escuela en 2007 y elevado en el más alto nivel del cuadro de honor de la escuela en 2008.
En su año senior (2007-2008), promedió 13 puntos, 7 rebotes y 2 tapones. A final de temporada, fue uno de los cinco jugadores de New Hampton School en firmar con una universidad de la División I de la NCAA.
New England Recruiting Report le clasificó como el reclutamiento nº11 y HoopScoop como el reclutamiento nº19.

## Universidad
Tras graduarse en 2008, asistió a la Universidad de Rhode Island, situada en Kingston, Rhode Island, donde cumplió su periplo universitario de cuatro años (2008-2012).

### Freshman
En su primera temporada, su año freshman (2008-2009), jugó 8 partidos (ninguno como titular) con los Rams con un promedio de 2,6 puntos (61,5 % en tiros de 2 (8-13) y 62,5 % en tiros libres) y 0,6 rebotes en 3,8 min.
Anotó 5 puntos (máxima de la temporada) en 3 ocasiones: New Hampshire Wildcats; 2-2 en tiros de campo en 7 min (máxima de la temporada), Fairleigh Dickinson Knights y Fordham Rams; 2-4 en tiros de campo en 6 min, a lo que añadió 3 rebotes.

### Sophomore
En su segunda temporada, su año Sophomore (2009-2010), jugó 35 partidos (ninguno como titular) con los Rams con un promedio de 5,9 puntos (50,3 % en tiros de 2 (8-13) y 67,8 % en tiros libres) y 3 rebotes en 15,1 min.
Taponó 4 tiros (máxima de la temporada) contra los Holy Cross Crusaders. Anotó 11 puntos, cogió 5 rebotes, dio 2 asistencias y colocó 2 tapones contra los Boston College Eagles.

### Junior
En su tercera temporada, su año junior (2010-2011), jugó 21 partidos (ninguno como titular) con los Rams con un promedio de 6,8 puntos (53,5 % en tiros de 2, 83,3 % en triples y 70 % en tiros libres) y 3 rebotes en 17,7 min.
Se perdió los 12 primeros partidos de la temporada al centrarse en sus estudios. Anotó 18 puntos (máxima de la temporada; 5-9 de 2 y 8-10 de TL) y cogió 7 rebotes contra los Richmond Spiders. Hizo el primer doble-doble de su carrera universitaria (10 puntos y 10 rebotes) contra los Massachusetts Minutemen. Metió 18 puntos (máxima de la temporada; 3-4 de 2 y 4-4 de 3) contra los Miami RedHawks en la 1ª ronda del CBI.
En su cuarta y última temporada, su año senior (2011-2012), jugó 31 partidos (30 como titular) con los Rams con un promedio de 12,6 puntos (65,2 % en tiros libres), 6,8 rebotes y 1,8 tapones en 30,3 min. Fue elegido en el mejor quinteto del torneo TicketCity Legends Classic y en el mejor quinteto del torneo UCF Holiday Classic.
Hizo el segundo segundo doble-doble de su carrera universitaria (24 puntos y 10 rebotes) contra los Nebraska Cornhuskers. Hizo el segundo doble-doble de la temporada (14 puntos y 10 rebotes) contra los Maine Black Bears. Anotó 10 puntos y cogió 11 rebotes (máxima de su carrera universitaria) contra los Boston College Eagles. Metió 29 puntos (máxima de su carrera universitaria) y atrapó 11 rebotes (máxima de su carrera universitaria) contra los Massachusetts Minutemen. Hizo el sexto doble-doble de la temporada (15 puntos y 13 rebotes) contra los Fordham Rams en la Senior Night.
Finalizó la temporada en la Atlantic Ten Conference como el 9º máximo reboteador, el 5º máximo taponador, el 6º en tapones totales (57), el 10º en rebotes totales (212), el 11º en tiros de 2 anotados (131) y rebotes ofensivos totales (81), el 14º en rebotes defensivos totales (131) y el 16º en tiros de campo anotados (154).

### Promedios
Disputó un total de 95 partidos (30 como titular) con los Rhode Island Rams entre las cuatro temporadas, promediando 8 puntos (31,8 % en triples y 66,5 % en tiros libres), 4 rebotes y 1 tapón en 19,7 min de media.

## Trayectoria profesional

### Proteas Danoi AEL Limassol
Tras no ser seleccionado en el Draft de la NBA de 2012, vivió su primera experiencia como profesional en la temporada 2012-2013, en las filas del Proteas Danoi AEL Limassol chipriota, con el que quedó subcampeón de la Supercopa de baloncesto de Chipre. Abandonó el equipo a finales de febrero de 2013
Sólo jugó 10 partidos de liga con el conjunto de Limassol, promediando 16,2 puntos (35,7 % en triples y 63,6 % en tiros libres), 9 rebotes y 1,8 tapones en 37 min de media.

### Kolossos Rodou BC
El 13 de marzo de 2013, firmó por el Kolossos Rodou BC griego hasta el final de la temporada 2012-2013.
Disputó 4 partidos de liga con el cuadro de Rodas, promediando 0,8 puntos y 1,3 rebotes en 7,8 min de media.

### D-League
El 1 de noviembre de 2013, fue seleccionado en el Draft de la D-League (3ª ronda, puesto nº16) por los Santa Cruz Warriors. Jugó con ellos gran parte de la temporada 2013-2014, siendo despedido el 10 de diciembre de 2013, volviendo a ser contratado el 20 de diciembre de 2013 y siendo despedido definitivamente el 4 de enero de 2014.
En los 11 partidos que jugó con la franquicia de California, promedió 4,3 puntos (57,1 % en tiros de 2) y 3,1 rebotes en 12 min de media.
El 3 de marzo de 2014, fue contratado por los Sioux Falls Skyforce, con los que estuvo hasta el final de la temporada 2013-2014.
Disputó 5 partidos con la franquicia de Dakota del Sur, promediando 2 puntos (75 % en tiros de 2 y 66,7 % en tiros libres) y 1,2 rebotes en 5,4 min de media.

### Efímero paso por el Keravnos Strovolou y los Sioux Falls Skyforce
El 11 de agosto de 2014, fichó por el Keravnos Strovolou chipriota para la temporada 2014-2015, abandonando el equipo el 20 de octubre de 2014.
El 30 de octubre de 2014, volvió a los Sioux Falls Skyforce de la D-League, siendo cortado el 8 de noviembre de 2014.

### Providence Sky Chiefs
Firmó para el resto de la temporada 2014-2015 por los Providence Sky Chiefs de la ABA estadounidense.
El 10 de febrero de 2015, fue contratado por los Delaware 87ers  de la D-League, siendo despedido el mismo día.

### C.B.Tarragona 2017
El 17 de agosto de 2015, el C.B.Tarragona 2017 de la LEB Plata (3ª división española), anunció su fichaje para la temporada 2015-2016.
Disputó 24 partidos de liga y 6 de play-offs con el cuadro tarraconense, promediando en liga 17,7 puntos (51,7 % en tiros de 2, 35,7 % en triples y 75 % en tiros libres), 6,8 rebotes, 1 asistencia, 1,3 robos y 1,1 tapones en 29,5 min de media, mientras que en play-offs promedió 16,5 puntos (31,6 % en triples y 71,4 % en tiros libres), 6,5 rebotes y 1 robo en 27,3 min de media.
Finalizó en la LEB Plata como el 2º máximo taponador, el 3º máximo anotador, el 5º en mates (0,9 por partido), el 7º en valoración (17,2 por partido), el 9º en min, el 13º máximo reboteador y el 4º en rebotes defensivos (5,6 por partido). A final de temporada fue elegido en el tercer mejor quinteto de la LEB Plata y en el mejor quinteto de jugadores extranjeros de la LEB Plata, ambas cosas por Eurobasket.com.

### BC Gries Oberhoffen
El 15 de junio de 2016, el BC Gries Oberhoffen de la Nationale Masculine 1 (3ª división francesa), anunció su incorporación para la temporada 2016-2017.